# Valdepeñas de la Sierra
Valdepeñas de la Sierra ist ein Ort und eine Gemeinde (municipio) mit 149 Einwohnern (Stand: 2024) im Südwesten der Provinz Guadalajara in der Autonomen Gemeinschaft Kastilien-La Mancha. Die Gemeinde besteht neben dem Hauptort Valdepeñas de la Sierra aus der Ortschaft Alpedrete de la Sierra.

## Lage und Klima
Valdepeñas de la Sierra liegt in einer Höhe von ca. 910 m in der Kulturlandschaft der Serranía. Die Entfernung zur südsüdöstlich gelegenen Provinzhauptstadt Guadalajara beträgt ca. 32 Kilometer (Fahrtstrecke). Das Klima ist gemäßigt bis warm; Regen fällt übers Jahr verteilt.

## Bevölkerungsentwicklung
| Jahr      | 1970 | 1981 | 1991 | 2001 | 2011 | 2021 |
| Einwohner | 383  | 377  | 258  | 212  | 192  | 144  |

## Sehenswürdigkeiten

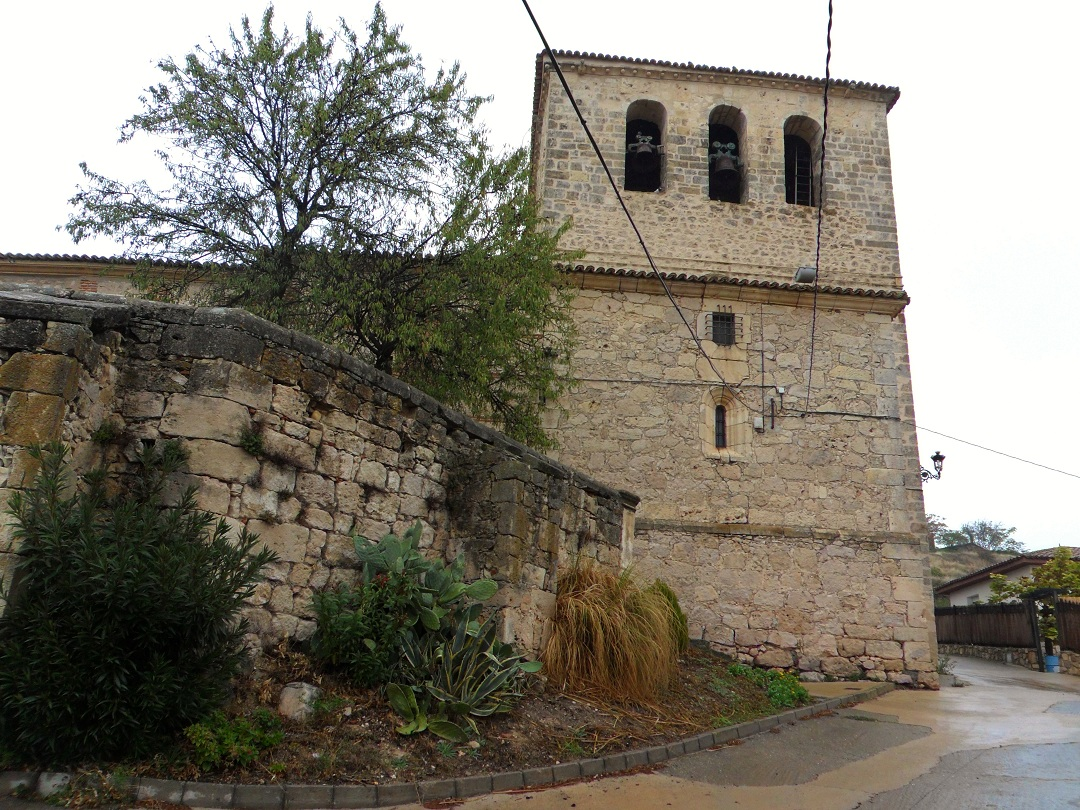
Kirche Darstellung des Herrn
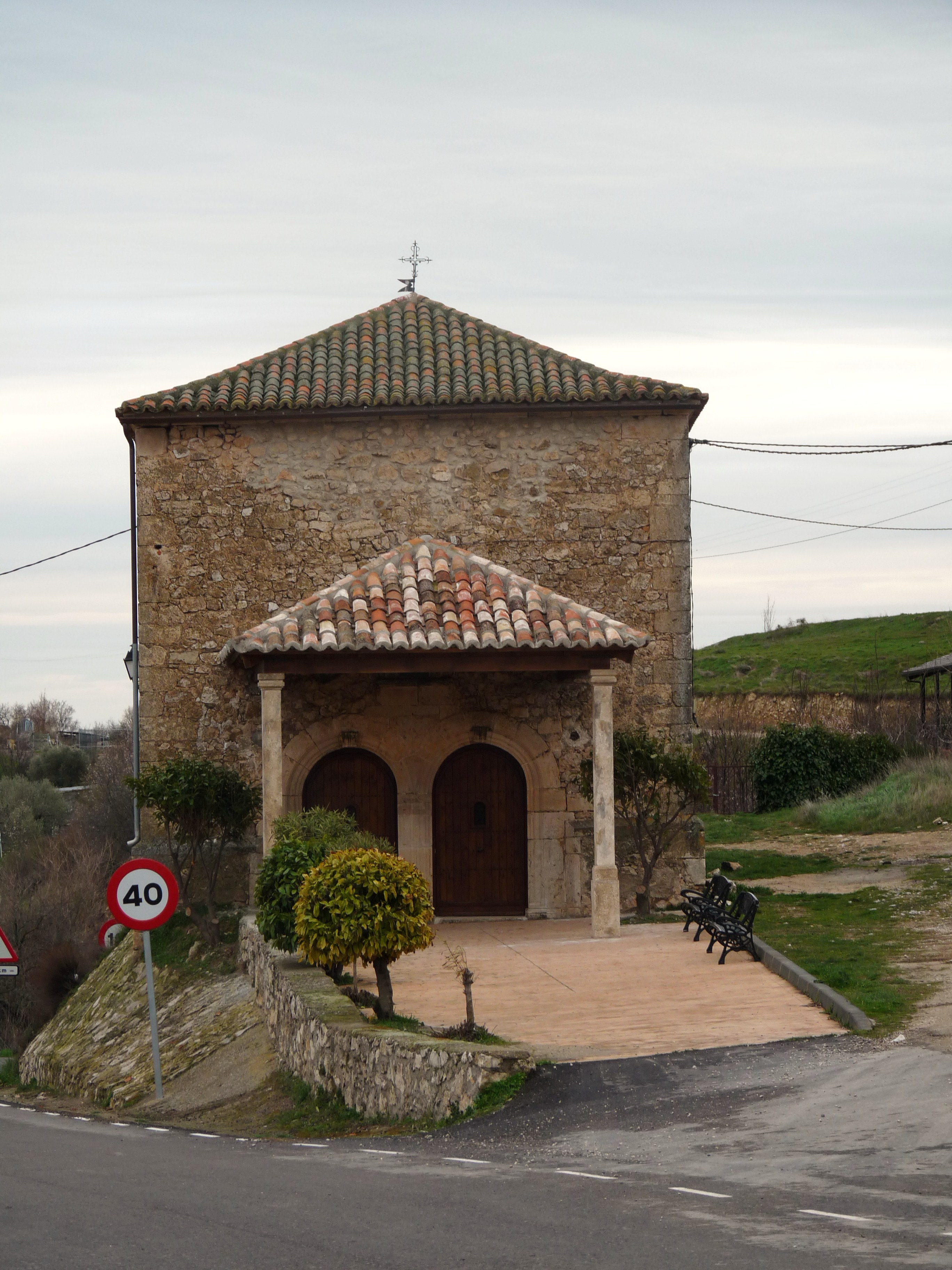
Marienkapelle
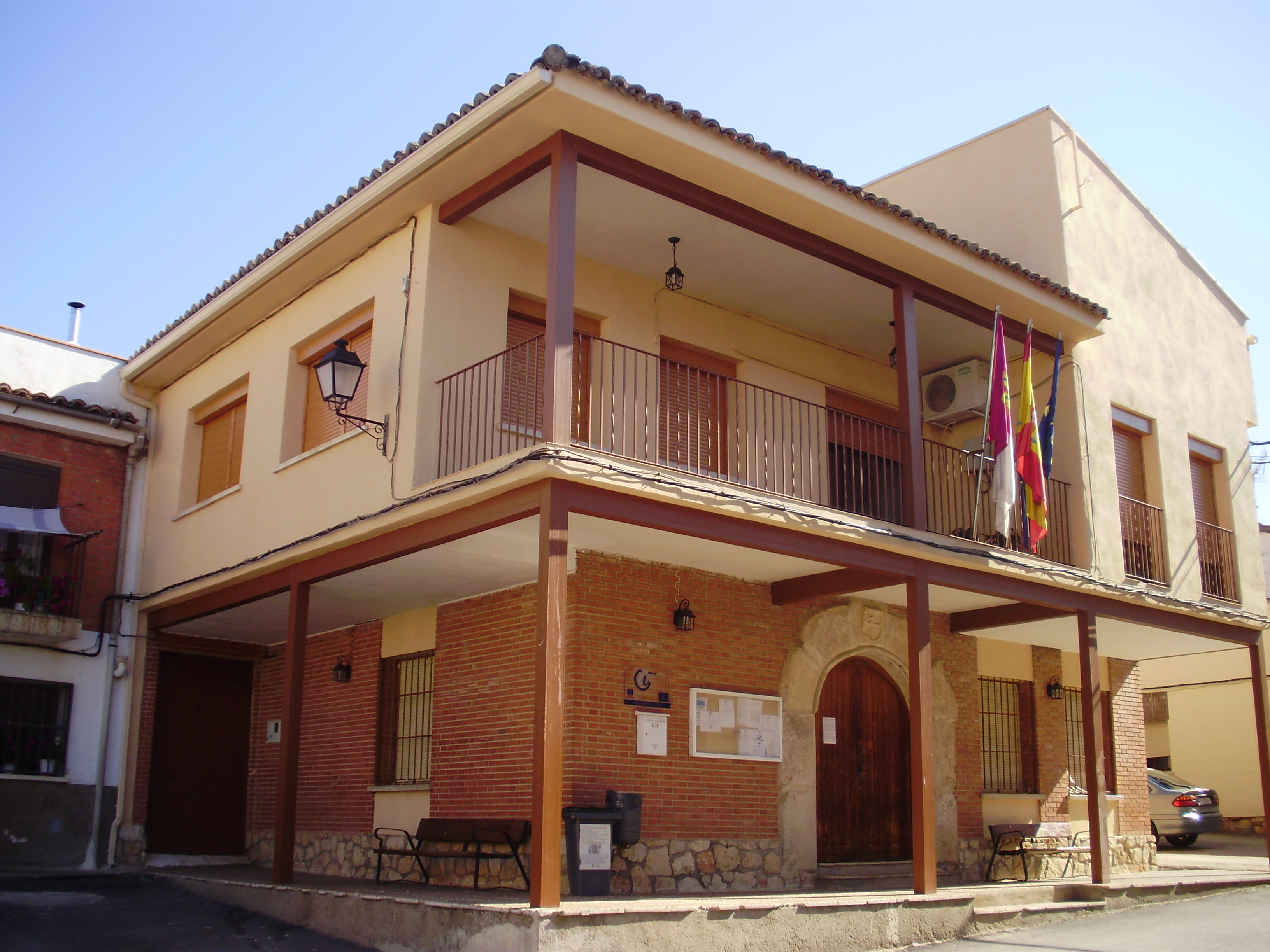
Rathaus

- Kirche Darstellung des Herrn
- Marienkapelle
- Rathaus